# Eichenzell
Eichenzell ist eine Gemeinde im osthessischen Landkreis Fulda.

## Geographie

### Geographische Lage
Eichenzell liegt am Übergang der Naturräume Westliches Rhönvorland, einer dem hessischen Teil der Rhön in Richtung Vogelsberg vorgelagerten Hügellandschaft, im Osten und Kerzeller Fliedetal im Westen. Der Kernort befindet sich etwa 7 km südsüdöstlich der Kreisstadt Fulda am Ostufer des Flusses Fulda. In diese mündet nordnordwestlich des Ortsteils Löschenrod die aus Richtung des Ortsteils Kerzell kommende Fliede, die dort vom Döllbach gespeist wird.

### Nachbargemeinden und Gemeindegliederung
Die Gemeinde grenzt im Norden an die Stadt Fulda und die Gemeinde Künzell (Ortsteil Engelhelms), im Osten an die Gemeinde Ebersburg, im Süden an die Gemeinde Kalbach sowie im Westen an die Gemeinde Neuhof (alle im Landkreis Fulda).
Zur Gemeinde gehören neben dem Hauptort Eichenzell die Ortsteile Büchenberg (mit dem Weiler Zillbach), Döllbach, Kerzell (mit dem Weiler Steinberg), Löschenrod, Lütter, Rönshausen (mit dem Weiler Melters), Rothemann und Welkers.

## Geschichte

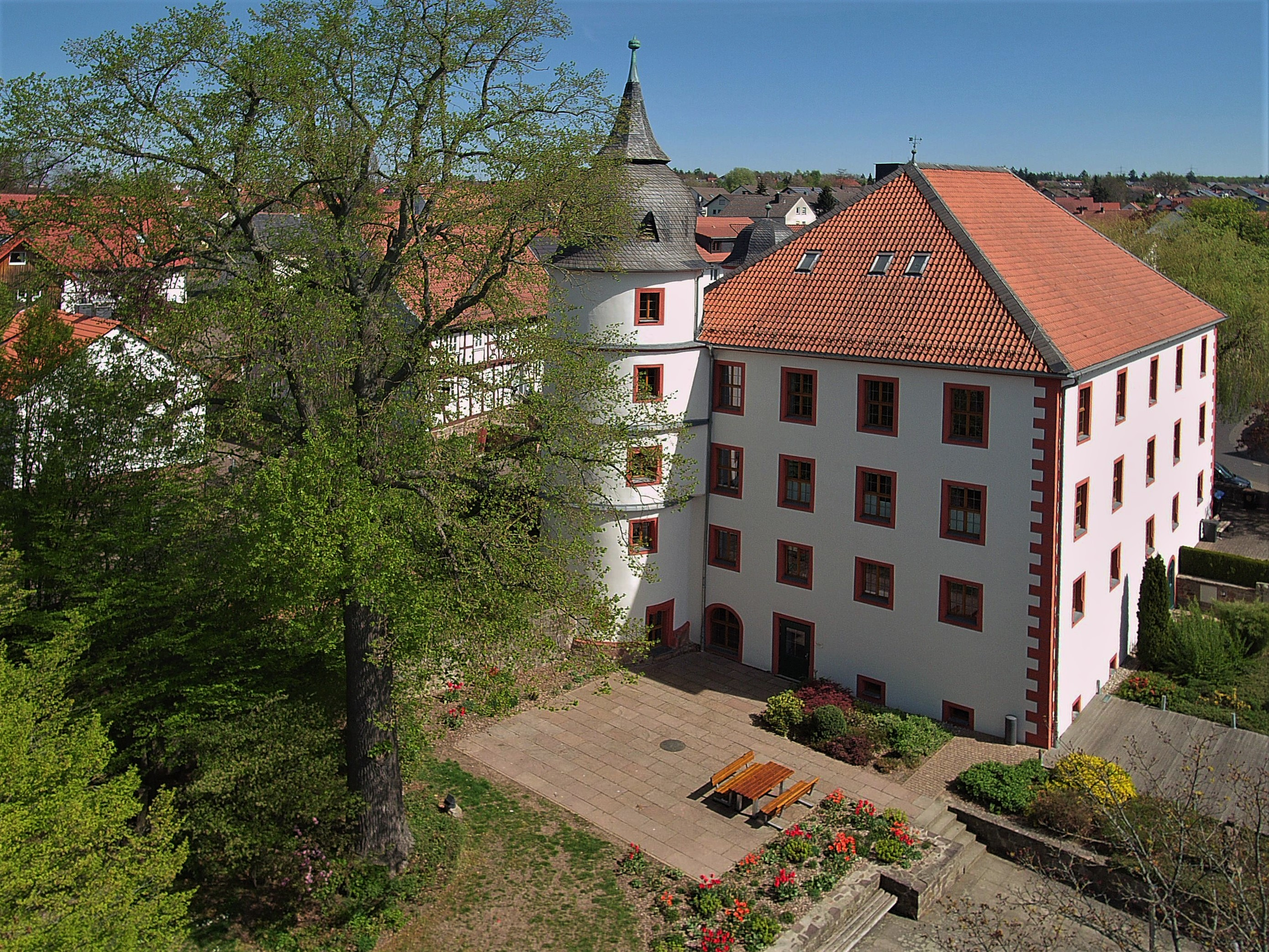
Das Eichenzeller Schlösschen, Westseite

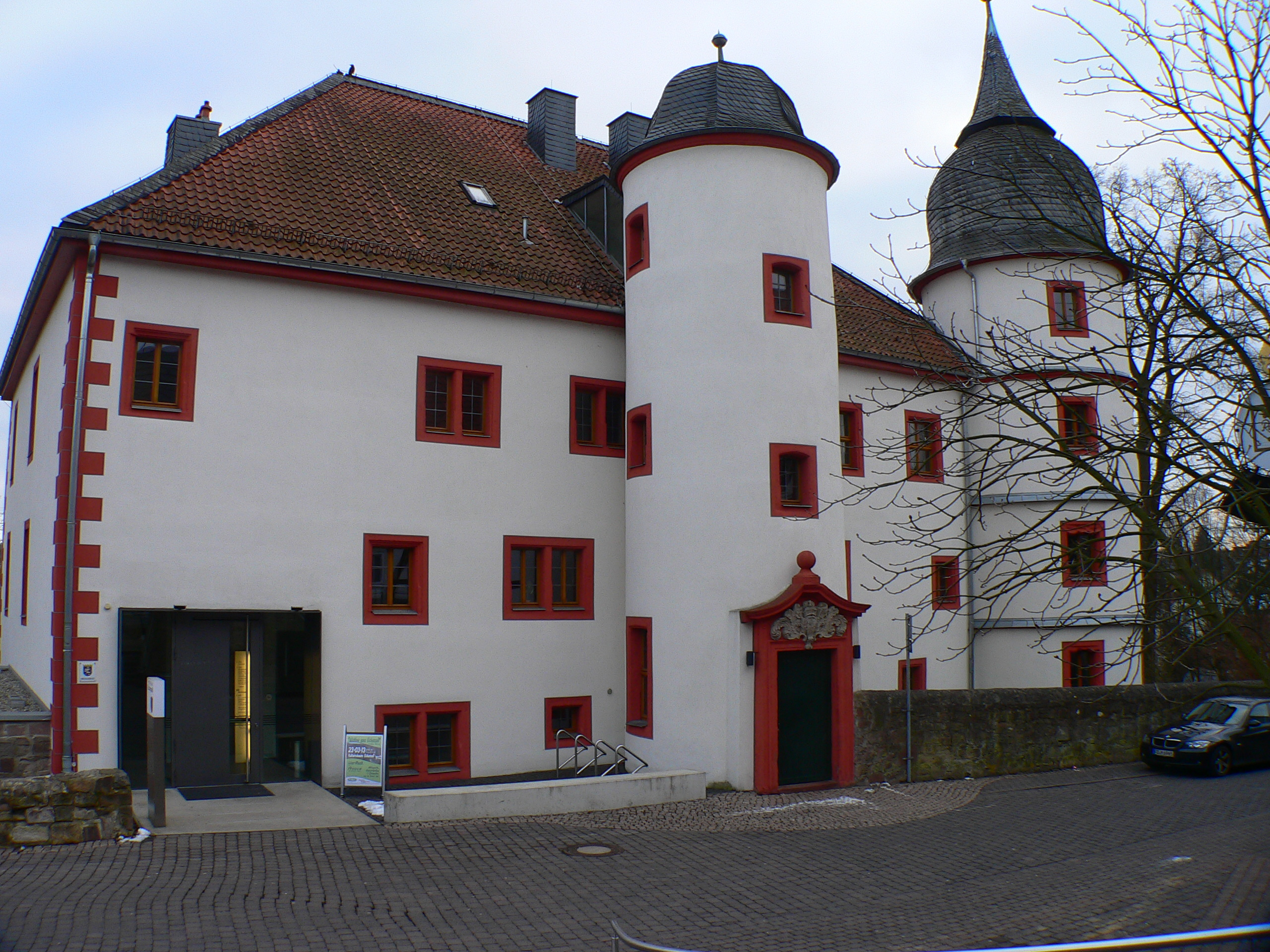
Das Eichenzeller Schlösschen, Nordseite

### Ortsgeschichte
Die älteste bekannte schriftliche Erwähnung von Kerndorf Eichenzell erfolgte unter dem Namen Eichencella in einer Schenkungsurkunde des Reichsklosters Fulda und wird in die Zeit von 927–956 datiert. Laut Georg Landau war Ursprung des Orts eine Zelle, die von den Hunnen im Jahre 920 zerstört, danach von Abt Haicho (917–923) wiederhergestellt und Haichoniscelle genannt wurde. Die urkundliche Erwähnung anderer Dörfer in der Gemeinde erfolgte schon früher: Lütter 815, Döllbach 852, Zillbach 859 und Rönshausen 866. Es kann davon ausgegangen werden, dass die Gegend südlich von Fulda schon bald nach der Gründung des Klosters im Jahre 744 planmäßig gerodet und besiedelt wurde.
Das Eichenzeller Schlösschen ist das Wahrzeichen der Gemeinde. Erbaut wurde es im Renaissance-Stil durch die Herren von Ebersberg genannt von Weyhers um das Jahr 1548. In seiner wechselvollen Geschichte wurde es als Ritterresidenz, Wohnhaus, Pfarrhaus, Gotteshaus, Gaststätte und Gemeindesaal genutzt. Seit 1971 ist es der Sitz der Gemeindeverwaltung mit modernem Bürgerbüro, 2006/07 renoviert und im Inneren modernisiert.
Im Jahr 1971 wurde Eichenzell hessischer Landessieger beim Wettbewerb Unser Dorf soll schöner werden.
Hessische Gebietsreform (1970–1977)
Im Zuge der Gebietsreform in Hessen erfolgte zum 31. Dezember 1971 durch die freiwillige Neubildung der Großgemeinde Eichenzell aus den bis dahin selbständigen Gemeinden Eichenzell, Büchenberg (mit der am 1. April 1970 eingegliederten Gemeinde Zillbach), Döllbach, Lütter, Rönshausen (mit der am 1. August 1968 eingegliederten Gemeinde Melters), Rothemann und Welkers. Hinzu kamen am 1. April 1972 die Gemeinde Kerzell und am 1. August 1972 kraft Landesgesetz die Gemeinde Löschenrod. Für Ortsteile Büchenberg/Zillbach, Döllbach, Eichenzell, Kerzell, Löschenrod, Lütter, Rönshausen/Melters, Rothemann und Welkers wurde je ein Ortsbezirk mit Ortsbeirat und Ortsvorsteher nach der Hessischen Gemeindeordnung gebildet. Sitz der Gemeindeverwaltung wurde Eichenzell.

### „Weckfresser“
Von alters her werden die Einwohner der Kerngemeinde „Eichezeller Weckfresser“ genannt. Im Garten des Eichenzeller Schlösschens ist ein solcher „Weckfresser“ in Stein gemeißelt.
Bis 1785 gehörte Eichenzell zur Pfarrei Florenberg. An besonderen Festtagen oder bei bestimmten Wallfahrten gingen die Eichenzeller auf den Florenberg zur Kirche. Sehr zum Verdruss der anderen Wallfahrer aus den Nachbarorten sollen die Eichenzeller hierbei trotz des langen Weges häufig als erste angekommen sein. Bis die anderen auf dem Berg eintrafen, hatten die Eichenzeller meist schon alle Festtagswecken aufgekauft. Da es werktäglich meist nur das schon Wochen zuvor gebackene Brot gab, war der Festtagsweck eine beliebte Abwechslung. Verärgert darüber, dass die Eichenzeller schon den gesamten Bestand für sich erworben hatten, bezeichneten die Nachbargemeinden sie als Eichezeller Weckfresser. Diese Bezeichnung ist ihnen geblieben. Allerdings gilt die traditionelle Bezeichnung in dieser Form nur für die alteingesessenen Bürger, während die Eichenzeller Neubürger sich, den alten Begriff scherzhaft umdeutend, als Brötchengenießer bezeichnen.

### Planung eines Stausees
Im Tal des Döllbachs war in den 1970er Jahren westlich des Ortsteils Döllbach in Richtung des Nachbarorts Thalau eine Talsperre geplant, die als Wasserreservoir für den Raum Frankfurt und der Energieerzeugung dienen sollte. Der entstehende Stausee sollte als Naherholungsgebiet genutzt werden. Die Stützen der A 7-Autobahnbrücke wurden daher mit besonderem Beton ausgeführt, sie hätten später mitten im See gefußt. Der Stauseeplan wurde jedoch aus verschiedenen Gründen aufgegeben, unter anderem weil die Wasserversorgung für den Raum Frankfurt anders gesichert werden konnte. Für den Ortsteil Döllbach hatte dies für die lange Zeit von der Planung bis zur Verwerfung zur Folge, dass zwischenzeitlich keine Baugenehmigungen erteilt wurden.
Ein weiteres Kuriosum war im Jahre 2006 die Idee, oberhalb des Industrieparks Rhön einen Flugplatz mit einer 1,5 Kilometer langen Asphaltpiste anzulegen. Der Unternehmer Lutz Helmig wollte dort investieren, um einen Sonderlandeplatz für kleinere Strahlflugzeuge einzurichten. Die Idee scheiterte jedoch am massiven Widerstand der Anwohner in Rönshausen.

### Verwaltungsgeschichte im Überblick
Die folgende Liste zeigt die Staaten und Verwaltungseinheiten, denen Eichenzell angehört(e):
- vor 1803: Heiliges Römisches Reich, Hochstift Fulda, Centoberamt Fulda
- 1803–1806: Heiliges Römisches Reich, Fürstentum Nassau-Oranien-Fulda,[Anm. 2] Amt Fulda
- 1806–1810: Kaiserreich Frankreich,[Anm. 3] Fürstentum Fulda (Militärverwaltung)
- 1810–1813: Großherzogtum Frankfurt, Departement Fulda, Distrikt Johannesberg
- ab 1816: Kurfürstentum Hessen,[Anm. 4] Großherzogtum Fulda, Amt Neuhof[9]
- ab 1821/22: Kurfürstentum Hessen, Provinz Fulda, Kreis Fulda[Anm. 5]
- ab 1848: Kurfürstentum Hessen, Bezirk Fulda
- ab 1851: Kurfürstentum Hessen, Provinz Fulda, Kreis Fulda
- ab 1867: Königreich Preußen,[Anm. 6] Provinz Hessen-Nassau, Regierungsbezirk Kassel, Kreis Fulda
- ab 1871: Deutsches Reich,[Anm. 7]  Königreich Preußen, Provinz Hessen-Nassau, Regierungsbezirk Kassel, Kreis Fulda
- ab 1918: Deutsches Reich, Freistaat Preußen,[Anm. 8] Provinz Hessen-Nassau, Regierungsbezirk Kassel, Kreis Fulda
- ab 1944: Deutsches Reich, Freistaat Preußen, Provinz Kurhessen, Landkreis Fulda
- ab 1945: Amerikanische Besatzungszone,[Anm. 9] Groß-Hessen, Regierungsbezirk Kassel, Landkreis Fulda
- ab 1946: Amerikanische Besatzungszone, Hessen, Regierungsbezirk Kassel, Landkreis Fulda
- ab 1949: Bundesrepublik Deutschland, Hessen, Regierungsbezirk Kassel, Landkreis Fulda

## Bevölkerung

### Einwohnerstruktur 2011/2022
Nach den Erhebungen des Zensus 2011/Zensus 2022 lebten am Stichtag, dem 9. Mai 2011 / 15. Mai 2022, in Eichenzell 11.042/11.689 Einwohner. Nach dem Lebensalter waren 2265/2059 Einwohner unter 18 Jahren, 4878/4351 zwischen 18 und 49, 2073/2913 zwischen 50 und 64 und 1827/2367 Einwohner waren älter./ Unter den Einwohnern waren 273/694 (2,5 %) /  Ausländer, von denen 144/339 aus dem EU-Ausland, 79/257 aus anderen europäischen Ländern und 46/97 aus anderen Staaten kamen./ Von den deutschen Einwohnern hatten 10,0 % / ? einen Migrationshintergrund. Die Einwohner lebten in 4554/3349 Haushalten. Davon waren 1251/? Singlehaushalte, 1242/1514 Paare ohne Kinder und 1644/1506 Paare mit Kindern, sowie 324/328 Alleinerziehende und 90/? Wohngemeinschaften./ In 879/550 Haushalten lebten ausschließlich Senioren und in 3273/2377 Haushaltungen leben keine Senioren./

### Einwohnerentwicklung
| • 1812: | 56 Feuerstellen, 536 Seelen |

| Eichenzell: Einwohnerzahlen von 1812 bis 2020 | Eichenzell: Einwohnerzahlen von 1812 bis 2020 | Eichenzell: Einwohnerzahlen von 1812 bis 2020 | Eichenzell: Einwohnerzahlen von 1812 bis 2020 | Eichenzell: Einwohnerzahlen von 1812 bis 2020 |
| --- | --------------------------------------------- | --------------------------------------------- | --------------------------------------------- | --------------------------------------------- |
| Jahr |                                               |                                               |                                               | Einwohner                                     |
| 1812 | 1812                                          |                                               | 536                                           | 536                                           |
| 1834 | 1834                                          |                                               | 678                                           | 678                                           |
| 1840 | 1840                                          |                                               | 757                                           | 757                                           |
| 1846 | 1846                                          |                                               | 726                                           | 726                                           |
| 1852 | 1852                                          |                                               | 760                                           | 760                                           |
| 1858 | 1858                                          |                                               | 726                                           | 726                                           |
| 1864 | 1864                                          |                                               | 726                                           | 726                                           |
| 1871 | 1871                                          |                                               | 634                                           | 634                                           |
| 1875 | 1875                                          |                                               | 610                                           | 610                                           |
| 1885 | 1885                                          |                                               | 615                                           | 615                                           |
| 1895 | 1895                                          |                                               | 676                                           | 676                                           |
| 1905 | 1905                                          |                                               | 767                                           | 767                                           |
| 1910 | 1910                                          |                                               | 831                                           | 831                                           |
| 1925 | 1925                                          |                                               | 910                                           | 910                                           |
| 1939 | 1939                                          |                                               | 1.051                                         | 1.051                                         |
| 1946 | 1946                                          |                                               | 1.404                                         | 1.404                                         |
| 1950 | 1950                                          |                                               | 1.448                                         | 1.448                                         |
| 1956 | 1956                                          |                                               | 1.446                                         | 1.446                                         |
| 1961 | 1961                                          |                                               | 1.540                                         | 1.540                                         |
| 1967 | 1967                                          |                                               | 1.758                                         | 1.758                                         |
| 1970 | 1970                                          |                                               | 1.879                                         | 1.879                                         |
| 1973 | 1973                                          |                                               | 7.187                                         | 7.187                                         |
| 1975 | 1975                                          |                                               | 7.422                                         | 7.422                                         |
| 1980 | 1980                                          |                                               | 7.860                                         | 7.860                                         |
| 1985 | 1985                                          |                                               | 7.916                                         | 7.916                                         |
| 1990 | 1990                                          |                                               | 8.659                                         | 8.659                                         |
| 1995 | 1995                                          |                                               | 9.727                                         | 9.727                                         |
| 2000 | 2000                                          |                                               | 10.507                                        | 10.507                                        |
| 2005 | 2005                                          |                                               | 11.100                                        | 11.100                                        |
| 2010 | 2010                                          |                                               | 11.222                                        | 11.222                                        |
| 2011 | 2011                                          |                                               | 11.042                                        | 11.042                                        |
| 2015 | 2015                                          |                                               | 11.019                                        | 11.019                                        |
| 2020 | 2020                                          |                                               | 11.135                                        | 11.135                                        |
| Datenquelle: Historisches Gemeindeverzeichnis für Hessen: Die Bevölkerung der Gemeinden 1834 bis 1967. Wiesbaden: Hessisches Statistisches Landesamt, 1968. Weitere Quellen: LAGIS; Hessisches Statistisches Informationssystem; Zensus 2011 Nach 1970 einschließlich der im Zuge der Gebietsreform in Hessen eingegliederten Orte. |                                               |                                               |                                               |                                               |

### Religion

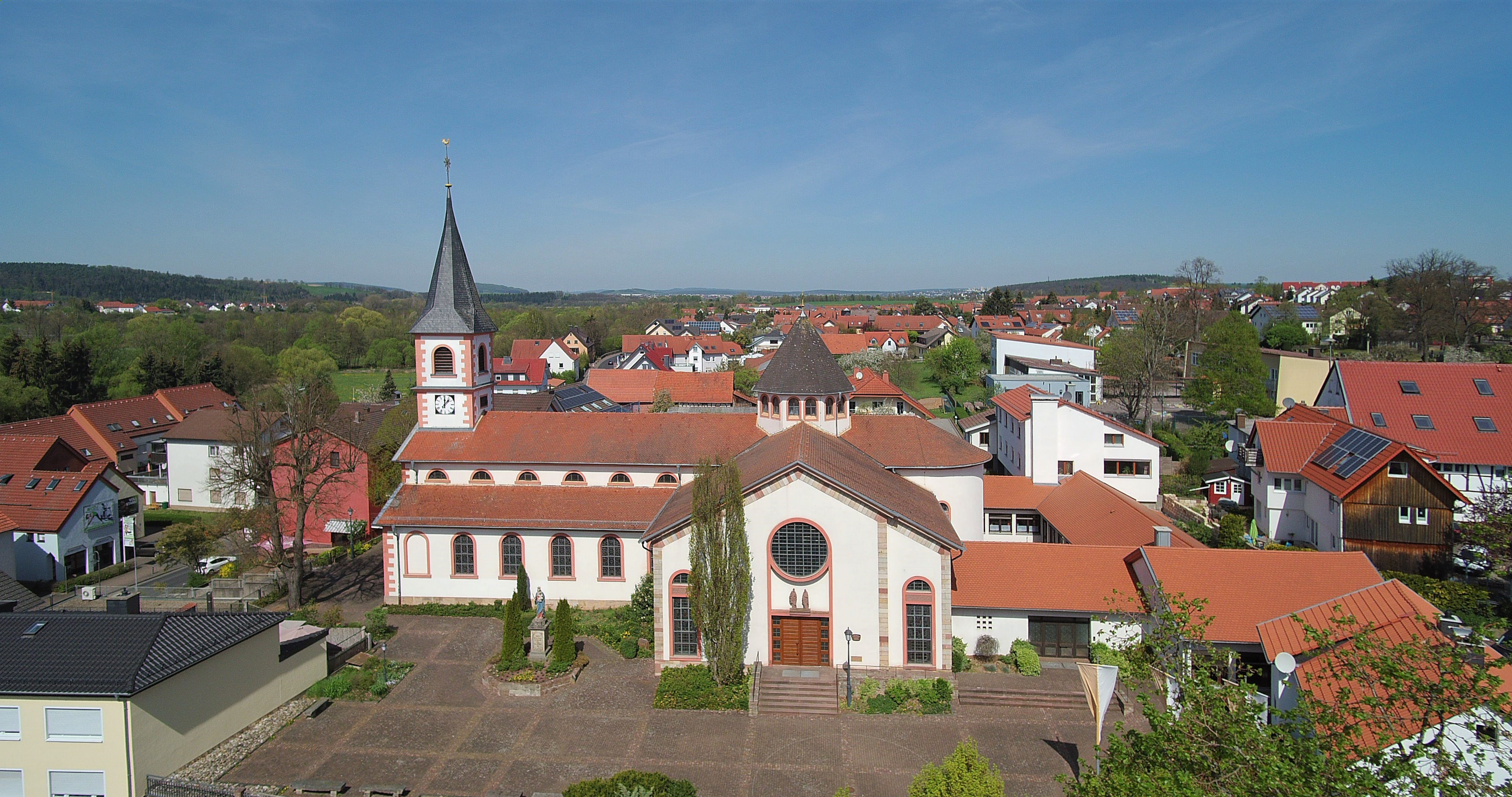
Kath. Pfarrkirche St. Peter und Paul

Eichenzell ist hauptsächlich katholisch geprägt; in allen Ortsteilen sind katholische Kirchen zu finden. Daneben befindet sich im Stadtkern von Eichenzell eine evangelische Kirche (Trinitatiskirche). Für die kath. Pfarrkirche St. Peter und Paul lieferte die Glockengießerei Otto aus Hemelingen/Bremen in den Jahren 1904 und 1926 jeweils vier Bronzeglocken, die aber in den beiden Weltkriegen beschlagnahmt und eingeschmolzen wurden. Nach dem Krieg lieferte Otto 1950 zwei Glocken und 1964 eine weitere Glocke.
Religionsstatistik
| • 1885: | 017 evangelische (= 2,9 %), 561 katholische (= 97,0 %), ein jüdischer (= 0,2 %) Einwohner     |
| • 1961: | 130 evangelische (= 8,4 %), 1408 katholische (= 91,4 %) Einwohner                             |
| • 1987: | 683 evangelische (= 8,4 %), 7188 katholische (= 88,6 %), 244 sonstige (= 3,0 %) Einwohner     |
| • 2011: | 1350 evangelische (= 12,2 %), 8430 katholische (= 76,3 %), 1260 sonstige (= 11,4 %) Einwohner |
| • 2022: | 1592 evangelische (= 13,6 %), 7118 katholische (= 60,9 %), 2979 sonstige (= 25,5 %) Einwohner |

## Politik

### Gemeindevertretung
Die Kommunalwahl am 14. März 2021 lieferte folgendes Ergebnis, in Vergleich gesetzt zu früheren Kommunalwahlen:
| Sitzverteilung in der Gemeindevertretung 2021Insgesamt 37 Sitze - SPD: 8 - BLE: 9 - FDP: 2 - CWE: 2 - CDU: 16 | Parteien und Wählergemeinschaften | Parteien und Wählergemeinschaften           | % 2021 | Sitze 2021 | % 2016 | Sitze 2016 | % 2011 | Sitze 2011 | % 2006 | Sitze 2006 | % 2001 | Sitze 2001 |
| Sitzverteilung in der Gemeindevertretung 2021Insgesamt 37 Sitze - SPD: 8 - BLE: 9 - FDP: 2 - CWE: 2 - CDU: 16 | CDU                               | Christlich Demokratische Union Deutschlands | 42,3   | 16         | 45,7   | 17         | 56,2   | 21         | 52,1   | 19         | 44,8   | 17         |
| Sitzverteilung in der Gemeindevertretung 2021Insgesamt 37 Sitze - SPD: 8 - BLE: 9 - FDP: 2 - CWE: 2 - CDU: 16 | SPD                               | Sozialdemokratische Partei Deutschlands     | 21,0   | 8          | 22,3   | 8          | 35,9   | 13         | 44,2   | 16         | 51,5   | 19         |
| Sitzverteilung in der Gemeindevertretung 2021Insgesamt 37 Sitze - SPD: 8 - BLE: 9 - FDP: 2 - CWE: 2 - CDU: 16 | CWE                               | Christliche Wähler-Einheit                  | 4,9    | 2          | 8,0    | 3          | 8,0    | 3          | 3,7    | 2          | 4,2    | 1          |
| Sitzverteilung in der Gemeindevertretung 2021Insgesamt 37 Sitze - SPD: 8 - BLE: 9 - FDP: 2 - CWE: 2 - CDU: 16 | BLE                               | Bürgerliste Eichenzell                      | 25,2   | 9          | 24,0   | 9          | —      | —          | —      | —          | —      | —          |
| Sitzverteilung in der Gemeindevertretung 2021Insgesamt 37 Sitze - SPD: 8 - BLE: 9 - FDP: 2 - CWE: 2 - CDU: 16 | FDP                               | Freie Demokratische Partei                  | 6,7    | 2          | –      | –          | —      | —          | —      | —          | —      | —          |
| Sitzverteilung in der Gemeindevertretung 2021Insgesamt 37 Sitze - SPD: 8 - BLE: 9 - FDP: 2 - CWE: 2 - CDU: 16 | Gesamt                            | Gesamt                                      | 100,0  | 37         | 100,0  | 37         | 100,0  | 37         | 100,0  | 37         | 100,0  | 37         |
| Sitzverteilung in der Gemeindevertretung 2021Insgesamt 37 Sitze - SPD: 8 - BLE: 9 - FDP: 2 - CWE: 2 - CDU: 16 | Wahlbeteiligung                   | Wahlbeteiligung                             | 60,2 % | 60,2 %     | 60,4 % | 60,4 %     | 53,8 % | 53,8 %     | 52,5 % | 52,5 %     | 63,1 % | 63,1 %     |

### Bürgermeister
Nach der hessischen Kommunalverfassung wird der Bürgermeister für eine sechsjährige Amtszeit gewählt, seit dem Jahr 1993 in einer Direktwahl, und ist Vorsitzender des Gemeindevorstands, dem in der Gemeinde Eichenzell neben dem Bürgermeister ehrenamtlich ein Erster Beigeordneter und sieben weitere Beigeordnete angehören. Bürgermeister ist seit dem 1. Juni 2020 Johannes Rothmund (CDU). Er wurde als Nachfolger von Dieter Kolb, der nach zwei Amtszeiten nicht wieder kandidiert hatte, am 9. Februar 2020 in einer Stichwahl bei 59,12 Prozent Wahlbeteiligung mit 50,83 Prozent der Stimmen gewählt.
Amtszeiten der Bürgermeister
- 2020–2026 Johannes Rothmund (CDU)[29]
- 2008–2020 Dieter Kolb[30]
- 1996–2008 Rudolf Breithecker (SPD)
- 1990–1996 Helmut Gladbach (CDU)
- 1983–1990 Thomas Schadow (CDU)
- 1957–1983 Karl Ebert (CDU)

### Wappen
| Wappen der Gemeinde Eichenzell | Blasonierung: „In einem von Silber (Weiß) und Rot gespaltenen Schild vorn eine blaue Lilie und hinten ein silbernes (weißes) Eichenblatt.“                                                                                      |
| Wappen der Gemeinde Eichenzell | Wappenbegründung: Das Wappen wurde am 14. Juli 1969 durch das Hessische Innenministerium genehmigt. Die blaue Lilie entstammt dem Wappen des alten fränkischen (buchonischen) Adelsgeschlechts „Ebersberg genannt von Weyhers“. |

### Ortsbeiräte
Gemeinde Eichenzell
Für die Ortsteile Büchenberg/Zillbach, Döllbach, Eichenzell, Kerzell, Löschenrod, Lütter, Rönshausen/Melters, Rothemann und Welkers besteht je ein Ortsbezirk mit Ortsbeirat und Ortsvorsteher, nach Maßgabe der §§ 81 und 82 HGO und des Kommunalwahlgesetzes in der jeweils gültigen Fassung. Die Ortsbezirke entsprechen den Gebieten der ehemaligen Gemeinden.
Die Ortsbeiräte bestehen aus fünf bis neun Mitgliedern. Die Ortsbeiräte werden im Rahmen der Kommunalwahlen gewählt. Der Ortsbeirat wählt eines seiner Mitglieder zum Ortsvorsteher bzw. zur Ortsvorsteherin. Für die Wahlergebnisse siehe die entsprechenden Ortsteile.
Kerngemeinde Eichenzell
Der Ortsbeirat besteht aus neun Mitgliedern. Bei den Kommunalwahlen in Hessen 2021 betrug die Wahlbeteiligung zum Ortsbeirat 57,72 %. Dabei wurden gewählt: jeweils drei Mitglieder der CDU, der SPD und der „Bürgerliste Eichenzell“ (BLE). Der Ortsbeirat wählte Dirk Fischer (SPD) zum Ortsvorsteher.

### Flagge
„Auf einer breiten weißen Mittelbahn, die von 2 schmaleren roten Seitenstreifen eingefaßt ist, das Wappen der Gemeinde Eichenzell.“

## Kultur und Sehenswürdigkeiten

### Ortskern
1. Renaissance-Schlösschen mit Gemeindeverwaltung
2. Katholische Kirche St. Peter und Paul mit Pfarrzentrum
3. Grundschule Eichenzell
4. Kultur- und Festscheune Am Hof
5. Freiwillige Feuerwehr Eichenzell, Musikverein Eichenzell
6. Fluss Fulda
7. Rhön-Eisenbahn Strecke von Fulda (links) nach Gersfeld (rechts)
8. Heimatmuseum, Rhönklub, Bücherei
9. Gasthaus Altes Brauhaus (historisch Gasthaus Adler)
10. Gasthaus Kramer an der Hauptstraße L3307
11. Alter Friedhof und evangelische Trinitatis-Kirche

### Bauwerke

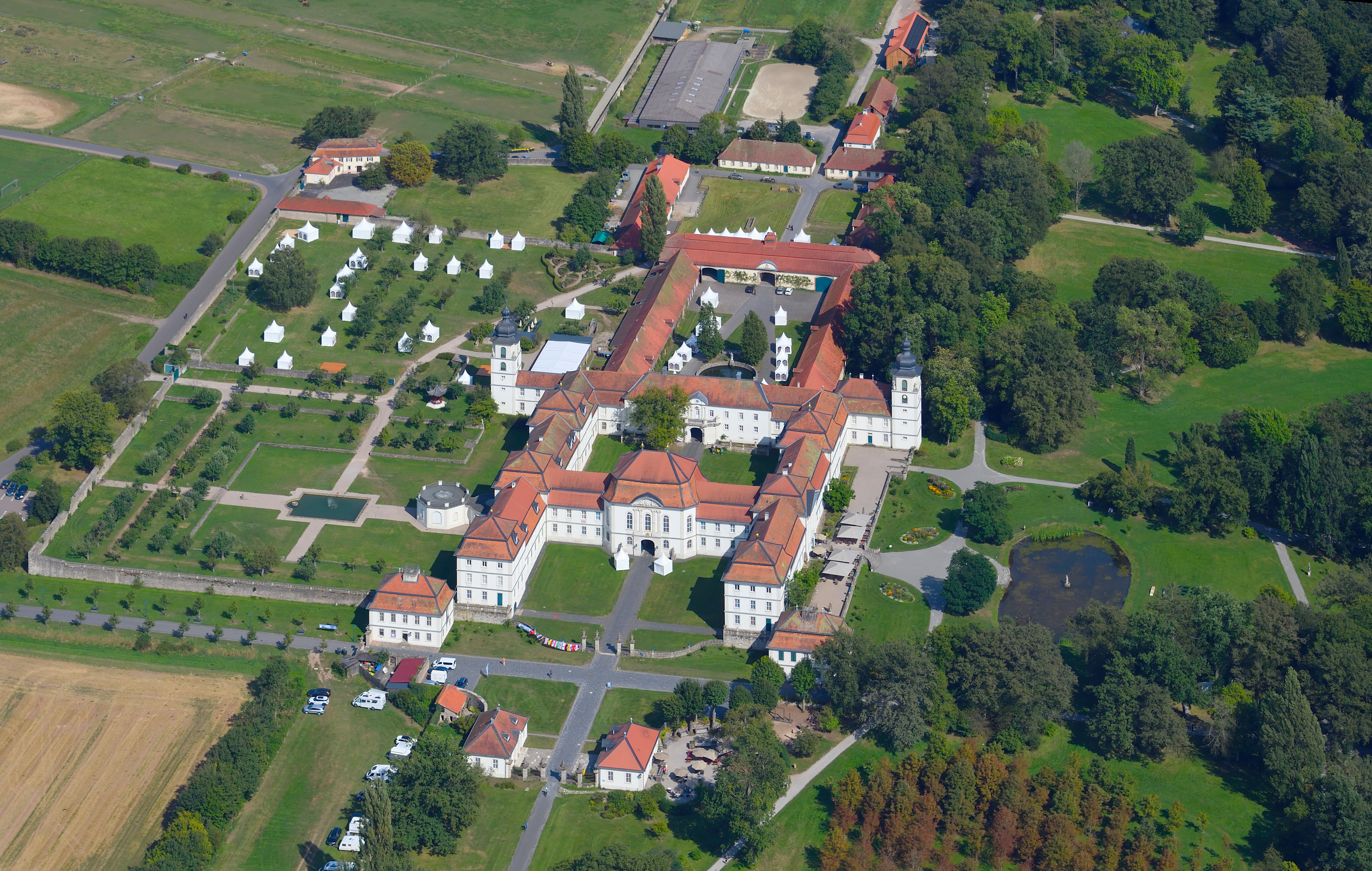
Schloss Fasanerie „Adolphseck“

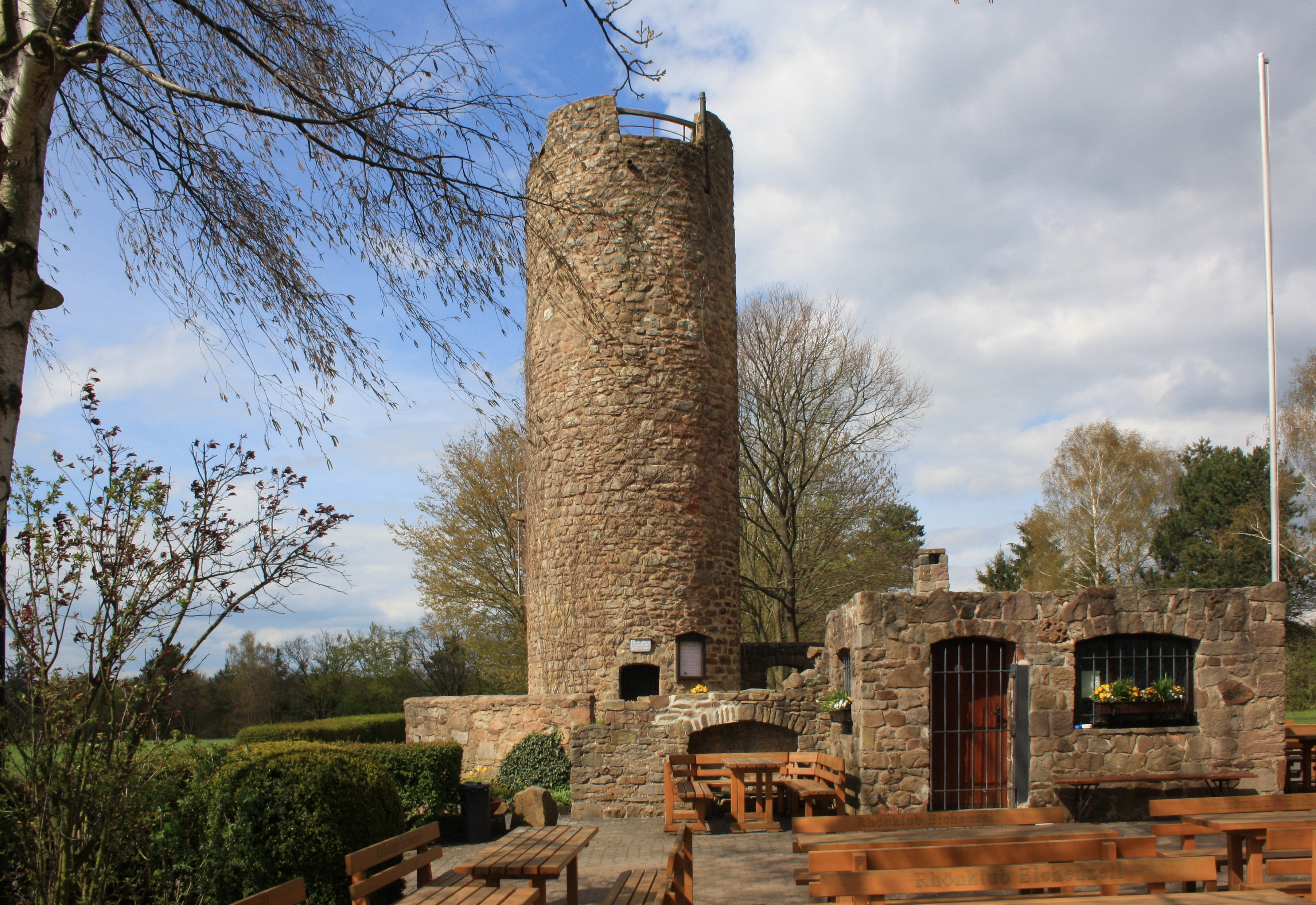
Der Wartturm

- Renaissance-Schlösschen im Ortskern
- Ehemalige Schenkstätte mit Brauerei der Ebersberger Ritter, später Gaststätte zum „Adler“, heute „Altes Brauhaus“ (Kulturdenkmal)
- Wartturm „Eichenzeller Warte“ des Rhönklub Eichenzell östlich der Kerngemeinde
- Heimatmuseum im Ortskern
- Schloss Fasanerie Adolphseck. Das Schloss, einstmals fürstbischöfliche und später kurfürstlich-hessische Sommerresidenz, steht in der Gemarkung Eichenzell und wurde in den Jahren 1730 bis 1757 erbaut. Die Barockanlage, die sich der Fuldaer Fürstbischof Amand von Buseck schuf, spiegelt dessen Macht und Prachtliebe wider. Architekt war der in fürstbischöflichen Diensten stehende italienische Hofbaumeister Andreas Gallasini. Das Schloss und die in Europa einmalige Porzellansammlung können besichtigt werden, in den Sommermonaten finden täglich außer montags Führungen statt.

### Männertanzgarden
Im Sommer 2007 wurde die Männertanzgarde Eichezeller Schreckschruwe bei den Meisterschaften in Köln Deutscher Meister. 2008 konnten sie ihren Erfolg wiederholen, 2009 und 2010 wurden sie Deutscher Vizemeister. 2012 wurden sie bei den deutschen Meisterschaften des BvDM (Bundesverband Deutscher Männerballette) in Oberpleis bei Bonn wieder Deutscher Meister.

## Wirtschaft und Infrastruktur

### Wirtschaft
Eichenzell hat in der Mitte Deutschlands eine besondere Bedeutung als Wirtschaftsstandort. Im Gewerbegebiet Industriepark Rhön, seinerzeit von Bürgermeister Karl Ebert Anfang der 1970er Jahre initiiert, sind über 4000 Arbeitnehmer in kleinen und großen Unternehmen auf einer Fläche von 120 Hektar beschäftigt. 2014 entstand das Gewerbegebiet Am Eichenzeller Weg zwischen Kerzell und Löschenrod direkt am Eichenzeller Kleeblatt, dem Kreuz der A 66 mit der als Kraftfahrstraße ausgebauten B 27.

### Unternehmen
Aufgrund der guten Verkehrsanbindung haben zahlreiche Transport- und Logistikunternehmen ihren Sitz in Eichenzell. Eichenzell ist zudem der Sitz des Herstellers von Erfrischungsgetränken und Mineralwasser Förstina.

### Verkehr
In Eichenzell liegt das Autobahndreieck Fulda mit den Autobahnen 7 und 66. Durch die Gemeinde verlaufen zudem die Bundesstraßen 27 und 40. Alle Straßen haben Ab- und Auffahrten, die Eichenzell gut erschließen. Die DB Netz AG betreibt die Bahnstrecke Fulda–Gersfeld, die mehrere Haltestellen in Eichenzell und den Ortsteilen hat. Bedient wird die Strecke durch die Linie RB 52, bedient durch die Hessische Landesbahn. Durch das Gemeindegebiet führen auch die Schnellfahrstrecke Hannover–Würzburg sowie die Kinzigtalbahn Fulda–Frankfurt, hier ist jeweils die nächste Station in Fulda.

### Energie

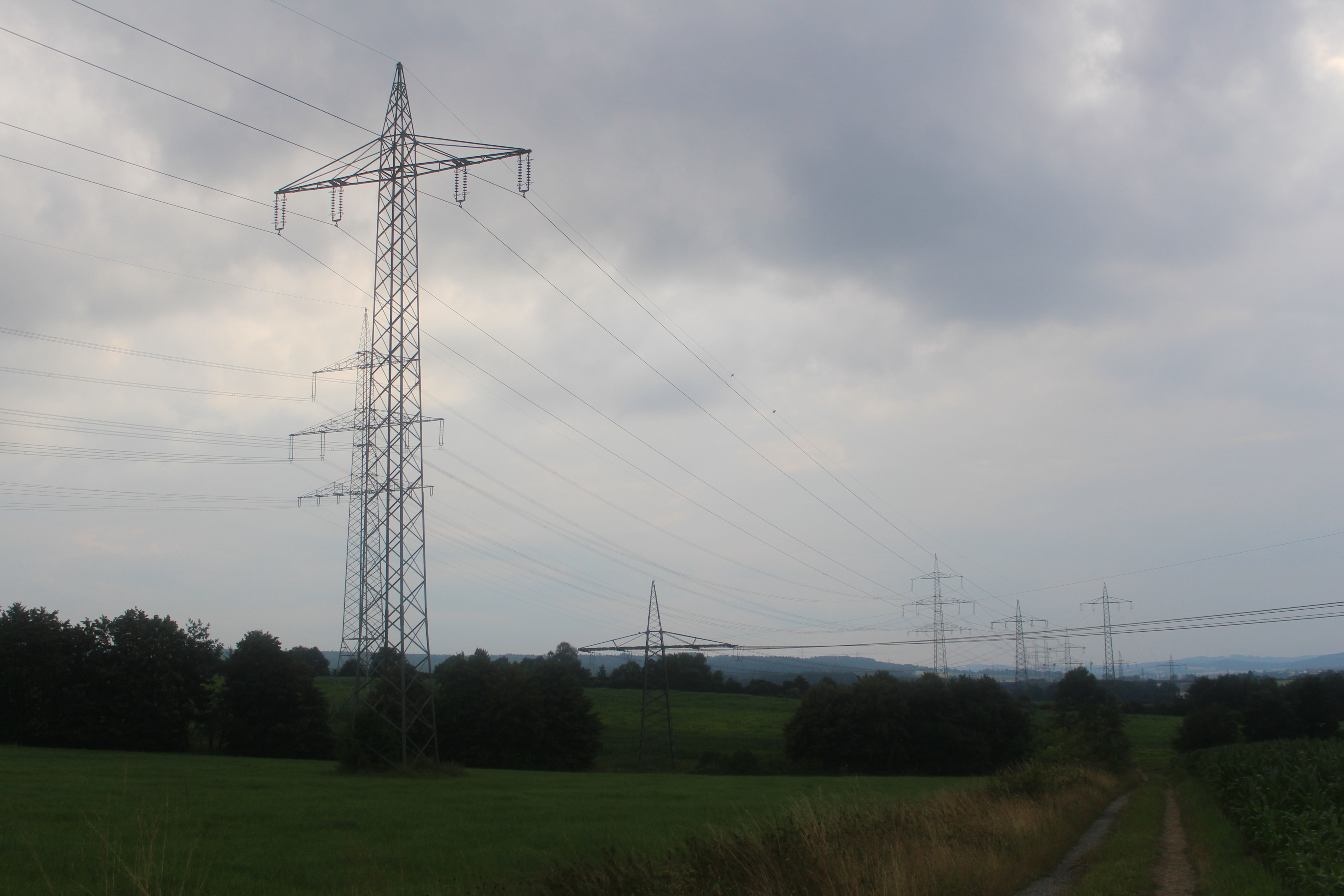
Bahnstromleitung Fulda-Gemünden unterquert die Bahnstromleitung Flieden-Bebra

Südlich von Eichenzell befindet sich eine der vier gegenseitigen Kreuzungen von 110-kV-Bahnstromleitungen in Deutschland. Die Bahnstromleitung Fulda–Gemünden unterquert die Bahnstromleitung Flieden–Bebra.

### Digitale Infrastruktur
In Eichenzell wurde zwischen 2012 und 2016 ein Glasfasernetz FTTH gebaut. Nachdem vor allem in den kleinen Ortsteilen nur eine sehr schlechte Internetanbindung von den verschiedenen privaten Providern angeboten wurde, entschloss sich die Gemeinde mit Hilfe eines Eigenbetriebs selbst den Glasfaserausbau zu projektieren und durchzuführen. Dabei verzichtete die Kommune darauf, öffentliche Zuschüsse zu beantragen und konzipierte die Finanzierung allein mit Teilnehmerbeiträgen. Bis Ende 2016 wurden sämtliche Ortsteile an die Versorgung mit breitbandigem Internet angeschlossen. Die ortsansässige Firma Rhönnet bietet seither als Provider Internetzugänge mit Download-Geschwindigkeiten bis 1000 MBit/s und Upload-Geschwindigkeiten bis 100 MBit/s.

### Radwanderwege
Durch das Gemeindegebiet führen Radwanderwege:
- Der Hessische Radfernweg R1 (Fulda-Radweg) führt über 250 km von den Höhen der Rhön entlang der Fulda bis Bad Karlshafen an der Weser.
- Die regionale Themenroute Gipfeltour verbindet die Wasserkuppe in der Rhön mit dem Hoherodskopf im Vogelsberg.
- Der Hessische Radfernweg R2 (Die Vier-Flüsse-Tour), startet in Biedenkopf und führt über 202 km durch die Flusstäler von Lahn, Lauter, Lüder und Fulda nach Sinntal im Spessart.
- Die D-Route 9 (Weser-Romantische Straße) führt von der Nordsee über Bremen, Kassel, Fulda und das Taubertal nach Füssen im Allgäu (1.197 km).

### Bildung
In Eichenzell, Lütter und Hattenhof (Gemeinde Neuhof) befinden sich Grundschulen, in Eichenzell darüber hinaus eine Real- und Hauptschule, die Von-Galen-Schule. Eine Gesamtschule ist in Neuhof. Gymnasien gibt es in Fulda.